# Leonel Mário d'Alva

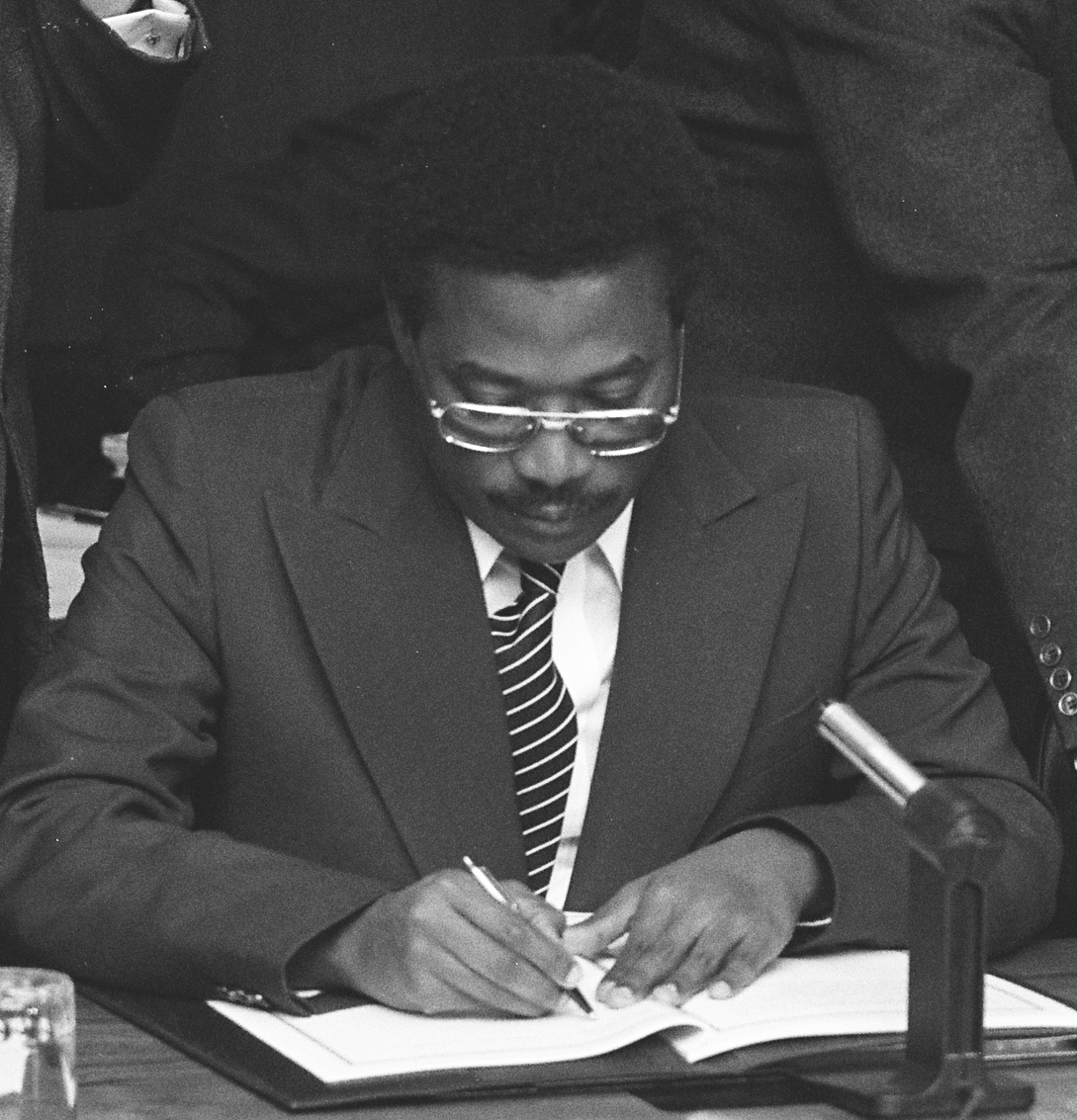
Leonel Mário d'Alva.

Leonel Mário d'Alva (1935) is een Santomees politicus.
Toen Sao Tomé en Principe in 1974 de definitieve stap zette richting onafhankelijkheid werd d'Alva premier in de overgangsregering die het land van 21 december 1974 tot 12 juli 1975 leidde. Van 1975 tot 1980 was hij voorzitter van de Assembleia Nacional, een functie die hij na de eerste democratische verkiezingen in 1991 nogmaals drie jaar vervulde. D'Alva is daarnaast van 1975 tot 1978 minister van Buitenlandse Zaken geweest en van 4 maart tot 3 april 1991 was hij tijdelijk president van Sao Tomé en Principe.
Lange tijd was D'Alva lid van de socialistische onafhankelijkheidsbeweging Movimento de Libertação de São Tomé e Príncipe, tot 1990 de enige toegestane partij in Sao Tomé en Principe. Later werd hij een van de leiders van de PCD-GR.
Leonel Mário d'Alva (1974–1975) · Miguel Trovoada (1975–1979) · geen (1979–1988) · Celestino Rocha da Costa (1988–1991) · Daniel Lima dos Santos Daio (1991–1992) · Norberto d'Alva Costa Alegre (1992–1994) · Evaristo Carvalho (1994) · Carlos Graça (1994–1995) · Armindo Vaz d'Almeida (1995–1996) · Raul Bragança Neto (1996–1999) · Guilherme Posser da Costa (1999–2001) · Evaristo Carvalho (2001–2002) · Gabriel Arcanjo da Costa (2002) · Maria das Neves (2002–2004) · Damião Vaz d'Almeida (2004–2005) · Maria do Carmo Silveira (2005–2006) · Tomé Vera Cruz (2006–2008) · Patrice Trovoada (2008) · Joaquim Rafael Branco (2008–2010) · Patrice Trovoada (2010–2012) · Gabriel Arcanjo da Costa (2012–2014) · Patrice Trovoada (2014–2018) · Jorge Bom Jesus (2018–2022) · Patrice Trovoada (2022–2025) · Ilza Amado Vaz (2025) · Américo Ramos (2025–heden)
Miguel Trovoada (1975) · Leonel Mário d'Alva (1975–1978) · Maria do Nascimento da Graça Amorim (1978–1986) · Fradique de Menezes (1986–1987) · Guilherme Posser da Costa (1987–1988) · Carlos Graça (1988–1990) · Guilherme Posser da Costa (1990–1991) · Alda Bandeira (1991–1993) · Albertino Bragança (1993–1994) · Guilherme Posser da Costa (1994–1996) · Homero Jeronimo Salvaterra (1996–1999) · Alberto Paulino (1999) · Paulo Jorge Espirito Santo (1999–2000) · Joaquim Rafael Branco (2000–2001) · Patrice Trovoada (2001–2002) · Mateus Meira Rita (2002) · Alda Bandeira (2002) · Mateus Meira Rita (2002–2004) · Óscar Sousa (2004) · Ovídio Manuel Barbosa Pequeno (2004–2006) · Óscar Sousa (2006) · Carlos Gustavo dos Anjos (2006–2007) · Ovídio Manuel Barbosa Pequeno (2007–2008) · Carlos Tiny (2008–2010) · Manuel Salvador dos Ramos (2010–2012) · Natália Pedro da Costa Umbelina Neto (2012–2014) · Manuel Salvador dos Ramos (2014–2016) · Urbino Botelho (2016–2018) · Elsa Pinto (2018–2020) · Edite Ten Jua (2020–heden)
Nuno Xavier Daniel Dias (1975) · Guilherme do Sacramento Neto (1975) · Leonel Mário d'Alva (1975–1980) · Alda Neves da Graça do Espírito Santo (1980–1991) · Leonel Mário d'Alva (1991–1994) · Francisco Fortunato Pires (1994–2002) · Dionísio Tomé Dias (2002–2006) · Francisco da Silva (2006–2010) · Arzemiro dos Prazeres (2010) · Evaristo Carvalho (2010–2012) · Alcino Pinto (2012–2014) · José da Graca Diogo (2014–2018) · Delfim Neves (2018–heden)
Manuel Pinto da Costa (1975–1991) · Leonel Mário d'Alva (1991) · Miguel Trovoada (1991–1995) · Manuel Quintas de Almeida (1995) · Miguel Trovoada (1995–2001) · Fradique de Menezes (2001–2003) · Fernando Pereira (2003) · Fradique de Menezes (2003–2011) · Manuel Pinto da Costa (2011–2016) · Evaristo Carvalho (2016–2021) · Carlos Vila Nova (2021–heden)